# Marquès del Llevant de Mallorca
El títol de marquès del Llevant de Mallorca és una dignitat nobiliària espanyola concedida el 24 de juny de 2025 pel rei Felip VI a favor de Rafael Nadal i Parera, extennista professional, com a reconeixement de la labor acomplerta durant la seva carrera professional.
La denominació del títol refereix a la comarca mallorquina del Llevant, amb capital a la ciutat de Manacor, lloc de naixement del concessionari.

## Reial decret de creació
| «           | L'esperit de superació, la tenacitat, la disciplina, l'esportivitat i la senzillesa autèntica, dins i fora de la pista, han portat al senyor Rafael Nadal Parera al cim del tennis mundial i són un exemple dels més alts valors esportius, per la qual cosa, volent demostrar-li la meva Reial estima, Vinc a atorgar-li el títol de Marquès del Llevant de Mallorca, per a si i els seus successors, d'acord amb la legislació nobiliària espanyola. | » |
| — FELIP R., | |   |

## Marquesos del Llevant de Mallorca
|                      | Titular               | Període              |
| Creació per Felip VI | Creació per Felip VI  | Creació per Felip VI |
| -------------------- | --------------------- | -------------------- |
| I                    | Rafael Nadal i Parera | 2025-                |

## Història dels marquesos del Llevant de Mallorca
- Rafael Nadal i Parera (Manacor, 3 de juny de 1986), I marquès del Llevant de Mallorca, cavaller gran creu del Reial Orde del Mèrit Esportiu, medalla d'or al Mèrit en el Treball.[3][4]

1. Casat a la fortalesa de Pollença el 19 d'octubre de 2019 amb Maria Francisca «Xisca» Perelló Pascual (Manacor, 7 de juliol de 1988).[5] Tenen un fill: Rafael (Palma, 9 d'octubre de 2022), hereu natural del títol.[6]